# プロトカテクアルデヒド
プロトカテクアルデヒド（protocatechuic aldehyde）は、フェノール性アルデヒドの一種であり、コルク栓からワイン中に放出される化合物である。
本化合物は、キダチトウガラシ (Capsicum frutescens) 培養細胞を用いた生物変換によるバニリン合成の前駆体として使用可能である。